# Pelayo del Castillo López
Pelayo Martín María del Castillo López (Castellón, 10 de septiembre de 1837 - Madrid, 4 de enero de 1883), escritor, poeta, dramaturgo y periodista español en lengua castellana y valenciana de la bohemia.

## Biografía
Hijo del funcionario de Hacienda Manuel Castillo Aguirre y de Mariana López Ventura, oriundos de Enguera y Jijona respectivamente y dueños de una tienda de tejidos en Valencia, la familia se trasladó a Gerona desde Castellón cuando el futuro escritor tenía seis años. Allí hizo el bachillerato y el padre lo obligó después a estudiar Derecho en Madrid, pero no llegó a ejercer y se dedicó al teatro seducido por el librero y escritor Miguel Pastorfido, quien recogía a los escritores desconocidos y anónimos a los que gustaba de exprimir para luego firmar él sus obras, pagándoles solo lo justo para comer hasta que Pelayo se hartó y rompió esa sociedad, que luego se reconcilió, llegando incluso a escribir piezas en colaboración. Amante del vino, viajó a Valencia, donde escribió en valenciano y trabajó como periodista colaborador e incluso el 25 de marzo de 1867 contrajo matrimonio con Josefa García Cañas, hermana del director de La Gaceta Popular; pero no tardó en separarse de su mujer y regresó a Madrid, de nuevo atraído por la mala vida, y consiguió un empleo en la administración de Correos gracias a su amistad con el ministro Francisco Romero Robledo. Trabajó para la prensa, el teatro (con traducciones del francés u obras propias) y la edición, e incluso hizo de negro o escritor fantasma para otros escritores como por ejemplo Francisco Camprodón. Se convirtió en un noctívago bohemio que frecuentaba la Puerta del Sol, pobre y hambriento y, ya mendigo y acostándose en la acera, anduvo recluido un tiempo en el manicomio de Guadalajara. Murió el 4 de enero de 1883 en el Hospital General de Madrid y su entierro fue costeado por su amigo el político Romero Robledo. Sus comedias más conocidas son El que nace para ochavo, al menos reimpresa siete veces y que tuvo su segunda parte, Un año después, y El vago de Real Orden.

## Obra
Además de El que nace para ochavo, estrenada con éxito en 1866 y que describe el mundo de la bohemia literaria española, Pelayo del Castillo dejó escritas más de cien obras de teatro. Estos son algunos títulos: El amante mosca, El tren directo, Con la cruz a cuestas, Bajo de una mala capa, El pedestal del alcalde, Los treinta mil del pico, El tiro por la culata, ¡Por tonto!, La Coqueta, El procurador de todos, La interinidad, Sin contar con la huéspeda, Un diputado de antaño, Luna llena, Cuestión de temperamento, Justicia seca, La gitana (parodia de La Africana), Más vale pájaro en mano, Una corazonada…, además de varios arreglos y traducciones de obras francesas. En su producción predominaron las obras cortas, en uno o dos actos, también juguetes cómicos y hasta algún que otro libro de chistes y pasatiempos.